# Domo (geologia)
Um domo, em geologia, é uma estrutura de deformação consistindo de anticlinais com inclinações simétricas. O seu contorno geral numa carta geológica é circular ou oval. Os estratos num domo foram erguidos, e se o topo do domo for removido pela erosão, o resultado é uma série de estratos concêntricos que são progressivamente mais antigos quanto mais nos aproximamos do centro do domo, com as rochas mais antigas expostas no centro. Muitos domos geológicos são demasiado grandes para poderem ser apreciados à superfície, sendo aparentes apenas em mapas.

## Domos com origemintrusiva
Além dos domos referidos acima, podem formar-se domos associados a vários tipos de fenómenos intrusivos. Alguns exemplos são: domos de lava, domos de sal e domos graníticos. 